# 416583 Jacereece
416583 Jacereece este o planetă minoră (asteroid) din centura de asteroizi. A fost descoperită pe 8 mai 2004 la Table Mountain Observatory⁠(d) de James Whitney Young⁠(d). 
Obiectul prezintă o orbită caracterizată de o semiaxă mare de 2,6942245819003 UAi, o excentricitate de 0,22516507564163, o înclinație de 7,4790743983373 ° în raport cu ecliptica.